# 波利奧韋 (別爾哥羅德-德涅斯特羅夫斯基區)
46°7′32″N 30°13′35″E / 46.12556°N 30.22639°E
波利奧韋（烏克蘭語：Польове）是位於烏克蘭西南部的村莊，由敖德萨州裡比爾霍羅德-德涅斯特羅夫斯基區的沙博市鎮負責管轄。該村面積0.66平方公里，2001年人口205，人口密度每平方公里310.61人。